# Vespa philippinensis
Vespa philippinensis (лат.) — вид ос-шершней из семейства настоящих ос (Vespidae). Обитают на Филиппинских островах, прежде всего на острове Негрос. Это вид, гнездящийся на земле, со структурой тела, аналогичной Vespa tropica. Было зарегистрировано только одно гнездо этих шершней, когда была обнаружена и собрана колония, хотя ранее наблюдали 12 отдельных особей. Вид был описан Анри Луи Фредериком де Соссюром в 1854 году.